# جراديوس جيدن
جراديوس جيدن (بالإنجليزية: Gradius Gaiden) لعبة فيديو من نوع شوتم أب من تطوير ونشر وتوزيع شركة كونامي ولقد صدرت لأول مره في 28 أغسطس 1997 في اليابان وتعمل على عده منصات منها جهاز بلاي ستيشن.
في عام 2018 ظهرت اللعبة على جهاز بلاي ستيشن كلاسيك.

## روابط خارجية
- جراديوس جيدن على موبي غيمز